# سجلات إثبات الهوية
سجلات إثبات الهوية هي نظام للتحقق من الهويات المسروقة. اعتُمدَ هذا النظام بكثرة لمنع عمليات الاحتيال في مجال الأعمال كذلك كوسيلة للتحقق من السجلات العامة وتصحيحها.
تتضمن سجلات إثبات الهوية مجموعة كبيرة من بيانات المستهلك والتي تقيس مدى مشروعية صاحبها. قد تشمل -على سبيل المثال لا الحصر- تعريفات شخصية، سجلات عامة، بيانات الإنترنت، سجلات حكومية، بيانات الشركة، أنماط السلوك التنبؤية المبنية على بيانات تجريبية، أنماط سلوك تقدير الذات، وسجلات التأمين.

## سجلات إثبات الهوية للمستهلكين والأعمال
طُورَت سجلات إثبات الهوية في الأصل لاستخدامها من قبل شركات الخدمات المالية، لقياس خطر الاحتيال للعملاء الجدد عندما يفتتحون حسابات. غالبًا ما تفشل العمليات النموذجية الخارجية للتحقق من التأمينات واحتمالية الاحتيال في اكتشاف معلومات أساسية خاطئة. تُختبر سجلات إثبات الهوية في المؤسسات المالية أيضاً، كوسيلة استجابة للتحقيقات الجنائية وإجراءات مكافحة الإرهاب مثل قانون السرية المصرفية قانون والـ يو إس إيه باتريوت آكت.
يُعزز استخدام أنظمة التحقق من الاحتيال وأنظمة المصادقة المرتبطة بجهة خارجية، للتحقق من الهويات والنشاطات المشبوهة التي عليها (إشارة حمراء) بشكل كبير عن طريق سجلات إثبات الهوية.

## السجلات العامة والسجلات الخاصة وسجلات الائتمان
تتكون سجلات إثبات الهوية من تجميع المعلومات من مصادر متنوعة وتحليل الأنماط الحسيّة من مجموع المعلومات العامة. يمكن تقسيم هذه السجلات إلى ثلاثة أقسام: السجلات العامة والسجلات الخاصة وسجلات التأمين.
قد تتضمن السجلات العامة -على سبيل المثال لا الحصر- أياً من المصادر التالية:
- السجلات الحكومية المحلية والوطنية والفدرالية
- السجلات المالية كالإفلاس والرهن والأحكام القضائية
- سجلات الملكية العقارية
- سجلات الانتخاب المسجلة
- سجلات تطبيق القانون لأحكام الجنايات والجنح

قد تشمل السجلات الخاصة (غير الائتمانية) ما يلي:
- مدفوعات الفواتير والمنافع
- المعلومات الشخصية التي جُمعت من قبل المسوقين والمندوبين
- المعلومات المُقدمة لخدمات الإنترنت القائمة على التسجيل
- معلومات الفواتير من الخدمات الطبية
- التحقيقات الخاصة الأساسية التي تجريها إدارة الموارد البشرية

قد تتضمن السجلات الائتمانية الخاصة أي من المصادر الآتية:
- المعلومات المقدمة إلى أحد أو جميع مكاتب التأمين أو وكالات تقارير التأمين (اكويفيكس، اكسبيريان، ترانس يونيون، إينوفيس، إلخ).
- «تأمين السيارة» إذ تُعطى سجلات الاكتتاب من سجلات التأمين.

## العناصر
يستخدم كل نظام لسجلات الهوية عناصر بيانات فردية لتكوين سجلاته، ما يعني أن النتائج قد تختلف بشكل كبير للشخص نفسه.
عناصر سجلات إثبات الهوية النموذجية:
- عناصر الاسم:

معلومات التعريف الشخصية مثل الاسم والعنوان وغيرها.
- عناصر نمط الاستخدام السلوكي:

الأنماط التحليلية للسلوك من المعلومات.
·       عناصر الإنترنت:
معلومات التعريف الشخصية الموجودة على الإنترنت مثل مواقع الويب والمدونات وغرف الدردشة، الخ.
- عناصر القرصنة والاحتيال:

معلومات التعريف الشخصية التي سُرقت في خروقات البيانات وربما استُخِدمت في أنماط الاحتيال المعروفة، مثل عمليات شراء بطاقات الائتمان غير المبررة.
- عناصر الهوية المزورة:

معلومات التعريف الشخصية التي استُخدِمت لإنشاء هوية مزوّرة جديدة.

## التحليلات التنبؤية
تُعَدّ سجلات إثبات الهوية أحياناً باستخدام تحليلات تنبؤية، وهو علم جمع بيانات سلوكية ومقارنتها بأنماط تاريخية لتحديد النشاط الذي يمكن أن يكون احتياليًا أو محفوفًا بالمخاطر.
من خلال تجميع المعلومات العامة المُتاحة، واستخدام التحليلات التنبؤية لتحديد أنماط كيفية استخدام المعلومات، تستطيع أنظمة السجلات التعريفية التحقق من موثوقية هوية ما.

## الاستخدامات
يمكن استخدام السجلات التعريفية بطرق كثيرة بدءاً من التحقق من الهوية وقياس احتمال الاحتيال على مستوى الشركة، إلى منع الاستعمال الاحتيالي للهويات وسرقة الهويات المزورة على مستوى المستهلك. نظرياً، قد توفر سجلات إثبات الهوية دليلاً أكثر حسماً لشرعية الهوية نظرًا لكمية البيانات الشخصية التي يستخدمها. أما عملياً فيمكن استخدام كل المعلومات العامة عن الأفراد كبيانات في سجلات إثبات هويتهم.

### سجلات التأمين (الامتياز الاعتباري)
تُجمّع سجلات التأمين (الامتياز الاعتباري) من مصادر المعلومات المتعلقة بالتأمين، مثل عدد حسابات التأمين الممتلكة، والأرصدة في كل حساب، وتواريخ نشاط التحصيل، وما إلى ذلك. لا تشمل سجلات التأمين أي نشاطات مالية أو شخصية غير متعلقة بالتأمين، وأي احتيال بالهوية ليس له صلة بالتأمين لن يظهر في تقريرك الائتماني أو يؤثر على سجلك الائتماني. تُعد سجلات التأمين وأنظمة سجلات التأمين متوقعة جدًا، هناك خطوات محددة تتبعها لتحسن سجلك تأمينك، تناقَش الأخطاء بتقرير التأمين.
تُجمع سجلات إثبات الهوية من مصادر أكبر بكثير للمعلومات مثل السجلات الجنائية، سجلات الملكية وما إلى ذلك. وتتيح تصنيف أنماط السلوك من التحليلات التنبؤية، والتي من خلالها يمكن لخدمة مراقبة الهوية تتبع نشاط الفرد أو الجماعة الإجرامية عبر العديد من الشركات، بدلاً من أن تقتصر على مراقبة منطقة واحدة فقط.
تُعد سجلات إثبات الهوية أيضًا أكثر قابلية للتغيير و«أكثر غموضاً» من سجلات التأمين، لأن مصدر المعلومات (السجلات العامة ومعلومات التعريف الشخصية) يتغير باستمرار. في كل مرة يغير فيها الفرد عمله، أو يشتري أو يبيع ملكية، أو يقابل سلطات تطبيق القانون، يتم تغيير السجلات العامة لهذا الشخص. يجعل تنسيق المعلومات عبر العديد من المصادر المختلفة من الصعب للغاية إصلاح الأخطاء في المعلومات بحال حدوثها.
عندما يكون لدى سجلات الائتمان نموذج عام مقبول مكون من ثلاثة أرقام (تُستخدم لسجلات فيكو، ولسجلات فانتج الجديدة، وبسجلات الملكية بمكاتب الائتمان) فإن نماذج سجلات الهوية ستختلف بشكل كبير من منتج لآخر.

### سرقة الهوية
تعمل سجلات إثبات الهوية عن طريق مطابقة المعلومات التي يوفرها المستخدم مقابل مليارات السجلات في قواعد البيانات العامة، بدءًا من سجلات الممتلكات والضرائب إلى محركات البحث على الإنترنت، وتُوظّف في أنماط صُممَت للتعرّف على عمليات الاحتيال وسرقة الهوية.
مثال: سُرق اسم ويندي ورقم الضمان الاجتماعي من قبل لصوص سرقة الهوية، الذين اخترقوا جهاز كمبيوتر محمولًا مسروقاً. أخذوا رقم الضمان الاجتماعي الخاص بها وجمعوه مع اسم مسروق آخر، واستخدموه لفتح سلسلة من الحسابات الجديدة، بما في ذلك بطاقات الائتمان وبطاقات الهدايا والبيع بالتجزئة. من شأن نظام حماية الهوية الذي يستخدم سجلات الهوية أن ينبه ويندي إلى أن رقم الضمان الاجتماعي الخاص بها قد تعرض للاختراق.
ولأنّ سجلات الهوية تتضمن معلومات أكثر دقة ويمكن أن تتنبأ بأنماط السلوك بشكل أكثر تحديدًا من درجات الائتمان، فقد توقعت شركة غارتنر للأبحاث أن سجلات الهوية ستتفوق على سجلات الائتمان كتدبير رائد لمنع عمليات انتحال الهوية بحلول عام 2009. مع ذلك حذر أفيفا ليتان محلل أبحاث شركة غارتنر من أن سجلات الهوية ليست نظامًا مضمونًا، لأنه لا يزال يعتمد بشكل أساسي على دقّة للمعلومات المستخدمة.

### الوثائق الاستصدارية
الاعتماد على «الوثائق الاستصدارية» (مستندات ُمصممة للتحقق من المستندات الأخرى) للتحقق من الهويات هو أمر غير صحيح، إذ لا توجد معايير للتحقق من مشروعية المعلومات الواردة في مستندات الاستصدار. يمكن استخدام سجلات الهوية كأداة لمصادقة الهويات على مستوى مستقل في حالات توظيف عمال والتحقق من صحة المعلومات.
لا توجد حاليًا معايير أساسية للتحقق من أن المعلومات الُمقدمة في وثيقة عمل (1-9) شرعية. على سبيل المثال، تفوق رغبة الصناعيين في التوظيف السريع للعمالة الرخيصة رغبة الشركة للتحقق من أوراق اعتماد الموظفين الجدد، ما يؤدي إلى «سوق رمادية» للهويات المسروقة والإسهام في استمرار ازدياد الهجرة غير الشرعية.
استخدام أنظمة التحقق من الاحتيال وأنظمة المصادقة المرتبطة بجهة خارجية، للتحقق من الهويات والنشاطات المشبوهة التي عليها (راية حمراء) يتم تعزيزه بشكل كبير عن طريق سجلات إثبات الهوية.